# 인재근
인재근(印在謹, 1953년 11월 11일~)은 대한민국의 정치인으로, 제19·20·21대 국회의원이다.

## 생애
1953년 경기도 강화군에서 태어났다. 민가협과 서울민통련 등에서 활동하였다. 인천 부평의 한 봉제공장에서 위장취업을 하던 중 수배생활을 하던 김근태를 만나 1980년 결혼했다.

## 학력
- 인일여자고등학교 졸업
- 이화여자대학교 사회학 학사

## 상훈
- 1987년: 로버트 케네디 인권상(김근태와 공동 수상)

## 경력
- 1985~1998: 민가협(민주화실천가족운동협의회)총무
- 1989~1991: 이화여대 민주동우회 회장
- 1987: 민주쟁취국민운동본부 상임집행위원
- 1989~1999: 서울민주통일민중운동연합 상임부의장, 의장
- 한반도재단 이사장
- 사랑의연탄나눔운동 이사
- 사랑의 친구들 운영위원장
- 도봉희망봉사단단장
- 녹색환경운동 지도위원
- 2012년 4월 11일 : 대한민국 제19대 국회의원 선거 당선(서울 도봉구 갑, 민주통합당, 초선)
- 2012.05~2013.05 : 민주통합당 서울특별시당 도봉구 갑 지역위원회 위원장
- 2012.07~2013.05 : 민주통합당 노동대책특별위원회 위원
- 2013.05~2014.03 : 민주당 서울특별시당 도봉구 갑 지역위원회 위원장
- 2014.03~2015.12 : 새정치민주연합 서울특별시당 도봉구 갑 지역위원회 위원장
- 2014.08~2015.02 : 새정치민주연합 비상대책위원회 위원
- 2015.06~2016.08 : 새정치민주연합→더불어민주당 윤리심판원 부위원장
- 2015.12~2016.04 : 새정치민주연합→더불어민주당 예비후보자 자격심사이의신청처리위원회 위원장
- 2015.12~2024.05 : 더불어민주당 서울특별시당 도봉구 갑 지역위원회 위원장
- 2016년 4월 13일 : 대한민국 제20대 국회의원 선거 당선(서울 도봉구 갑, 더불어민주당, 재선)
- 2016.08~2018.08 : 더불어민주당 인권위원회 위원장
- 2020년 4월 15일 : 대한민국 제21대 국회의원 선거 당선(서울 도봉구 갑, 더불어민주당, 3선)
- 2020.09~2024.08 : 더불어민주당 보육특별위원회 위원장
- 2021.01~2021.04 : 더불어민주당 중앙당 선거관리위원회 부위원장
- 2025.01~ : 경기도경제과학진흥원 이사장

## 제19대 국회
- 2012년 5월 30일~2016년 5월 29일: 제19대 국회의원(서울 도봉구 갑, 민주통합당→민주당→새정치민주연합→더불어민주당, 초선)
  - 2012.07~2013.03: 제19대 국회 전반기 외교통상통일위원회 위원
  - 2013.03~2014.05: 제19대 국회 전반기 외교통일위원회 위원
  - 2012.12~2014.05: 제19대 국회 전반기 여성가족위원회 간사
  - 2014.06~2016.05: 제19대 국회 후반기 보건복지위원회 위원

## 제20대 국회
- 2016년 5월 30일~2020년 5월 29일: 제20대 국회의원(서울 도봉구 갑, 더불어민주당, 재선)
  - 2016.06~2018.05: 제20대 국회 전반기 보건복지위원회 간사
  - 2016.07~2017.07: 제20대 국회 저출산고령화대책특별위원회 위원
  - 2018.07~2019.06: 제20대 국회 후반기 행정안전위원회 위원장
  - 2019.06~2020.05: 제20대 국회 후반기 여성가족위원회 위원장

## 제21대 국회
- 2020년 5월 30일~2024년 5월 29일: 제21대 국회의원(서울 도봉구 갑, 더불어민주당, 3선)
  - 2020.06~2022.05: 제21대 국회 전반기 보건복지위원회 위원
  - 2022.07~2024.05: 제21대 국회 후반기 보건복지위원회 위원

## 가족
- 배우자: 김근태(1947~2011)
  - 자: 김병준
  - 녀: 김병민

## 인재근을 연기한 배우
- 우희진 - 2012년 《남영동1985》아우라 픽쳐스 영화

## 역대 선거 결과
|  | 58.46% |

|  | 60.09% |

|  | 54.02% |

## 소속 정당
| 소속 정당 | 소속 정당      | 소속 기간 | 비고                |
| --------- | -------------- | --------- | ------------------- |
|           | 민주통합당     | 2011~2013 | 정계 입문           |
|           | 민주당         | 2013~2014 | 당명 변경           |
|           | 새정치민주연합 | 2014~2015 | 합당                |
|           | 더불어민주당   | 2015~현재 | 당명 변경 정계 은퇴 |

## 같이 보기
- 도봉구 갑
- 서울 도봉구의 국회의원